# Рвянка
Рвянка (ранее Рвеница) — река в России, протекает в Вышневолоцком районе Тверской области. Впадает в Вышневолоцкое водохранилище. Длина реки составляет 5 км.
Река протекает по сильно заболоченной местности. Рвянка соединена каналом с рекой Садва бассейна Волги.
В устье реки расположена деревня, названная по старому названию реки Рвеница.

## Данные водного реестра
По данным государственного водного реестра России относится к Балтийскому бассейновому округу, водохозяйственный участок реки — Шлина, речной подбассейн реки — Волхов. Относится к речному бассейну реки Нева (включая бассейны рек Онежского и Ладожского озера).
Код объекта в государственном водном реестре — 01040200112102000019907.